# Formiga melera
Les formigues meleres són formigues que tenen obreres especialitzades (omplertes) que acumulen menjar fins al punt que el seu abdomen s'infla enormement. Les altres formigues després extreuen d'elles l'aliment. Funcionen com un rebost viu. Les formigues meleres pertanyen a algun dels diversos gèneres, incloent-hi Myrmecocystus i Camponotus. Van ser documentades primer el 1881 per Henry C. McCook, i descrites posteriorment (1908) per William Morton Wheeler.

## Comportament
Molts insectes, especialment les abelles de mel i algunes vespes, recullen i emmagatzemen líquid per al seu ús en una data posterior. No obstant això, aquests insectes emmagatzemen els seus aliments dins del seu niu o en ruscs. Les formigues de mel són úniques a l'hora d'utilitzar els seus propis cossos com a emmagatzematge viu, que posteriorment usen les altres formigues quan el menjar és escàs. Quan es necessita el líquid emmagatzemat dins d'una formiga de mel, les formigues treballadores acaricien les antenes de la formiga melòdicament, fent que la formiga melera regurgiti el líquid emmagatzemat de la seva anatomia.

## Anatomia

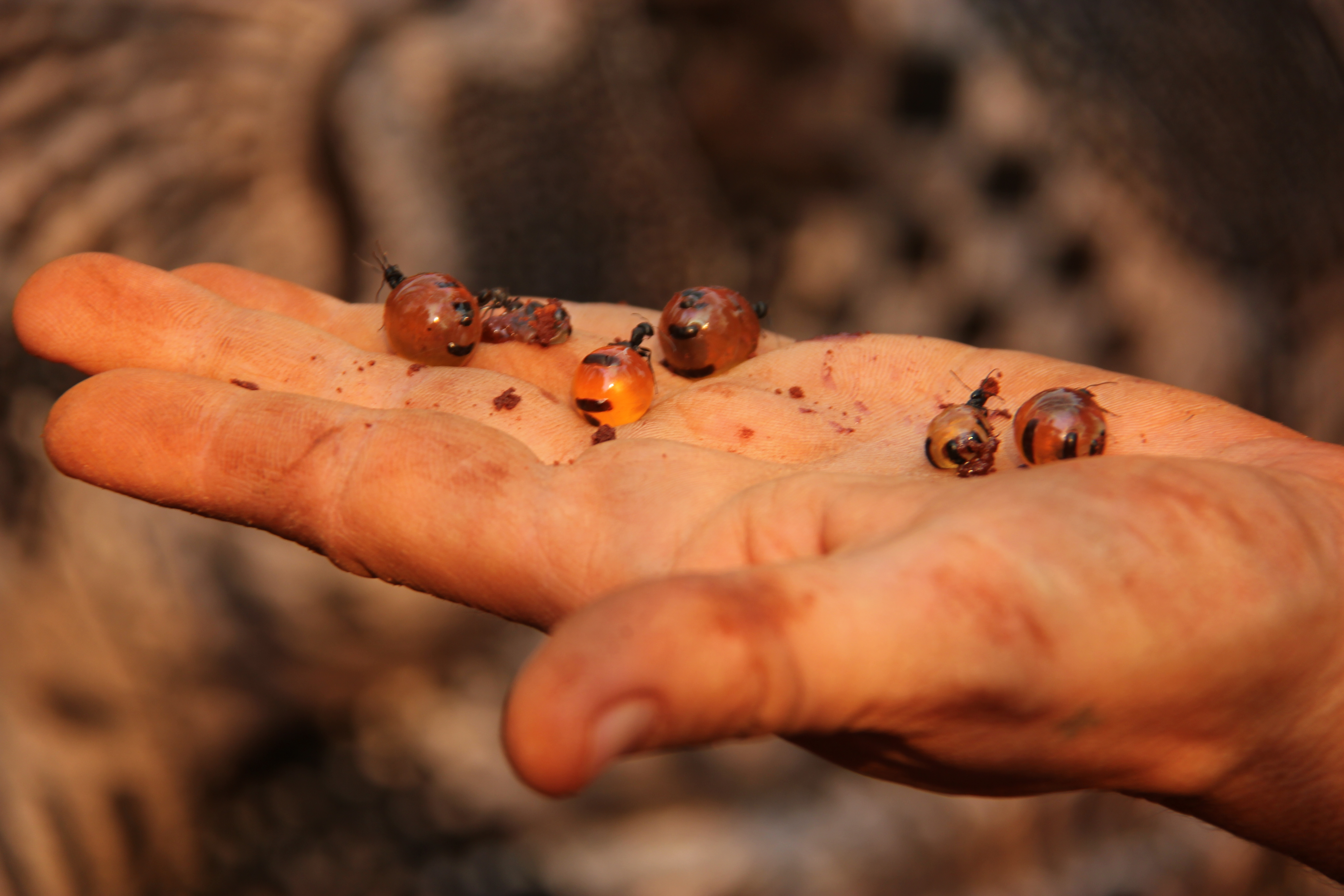
Formigues meleres comparades amb una mà humana.

L'abdomen d'espècies com Camponotus inflatus consta de plaques dorsals escleretitzades connectades per una membrana. Quan l'abdomen està buit, la membrana artrodial es plega i les esclerites se superposen, però quan l'abdomen s'omple, la membrana artrodial s'estira completament, deixant els esclerits àmpliament separats.

## Ecologia
Els nius de Myrmecocystus es troben en una varietat d'ambients d'àrids o semiàrids. Algunes espècies viuen en deserts extremadament calents, d'altres resideixen en hàbitats de transició, i encara es poden trobar altres espècies en boscos que són una mica frescos però molt secs durant gran part de l'any. Per exemple, el "Myrmecocystus mexicanus", ben estudiat, resideix en els hàbitats àrids i semiàrids del sud-oest dels EUA en aquesta espècie, actuen com omplertes durant els temps d'escassetat d'aliments. Plenes, es converteixen en immòbils i es pengen dels sostres dels nius subterranis. Poden viure en qualsevol lloc del niu, però en la naturalesa, es troben sota terra profunda, incapaços de moure's, inflats i de la mida del raïm.
A Camponotus inflatus a Austràlia, les omplertes formen el 49% (516 formigues) d'una colònia de 1063 formigues. El niu té una fondària màxima d'1,7 metres. Les obreres recullen el nèctar de Mulga i carn del llangardaix Tiliqua.

## Gèneres
Hi ha diversos gèneres de formigues meleres:
- Camponotus d'Austràlia[9]
- Cataglyphis del Nord d'Àfrica[9]
- Leptomyrmex de Melanèsia[9]
- Melophorus d'Austràlia[9]
- Myrmecocystus d'Amèrica del Nord.[9][10]
- Plagiolepis de Sud-àfrica Africa[9]
- Prenolepis d'Amèrica del Nord[9]

## En la cultura humana
Melophorus bagoti i Camponotus spp. formen part de la dieta tradicional dels aborígens australians que excaven túnels fins a arribar a les formigues.